# Alberto Vázquez Gurrola
Alberto Vázquez Gurrola (* 20. April 1940 in Guaymas) ist ein mexikanischer Schauspieler und Sänger.
Vázquez kam mit seiner Familie im Alter von sechs Jahren nach Mexiko-Stadt. Er studierte Malerei an der Academia de San Carlos und in La Esmeralda, begann aber schon im Alter von siebzehn Jahren als Sänger aufzutreten. 1961 sang er seine ersten Plattenaufnahmen beim Label Orfeon. Beim Label Musart hatte er dann Erfolge mit Titeln wie Olvídalo, 16 toneladas, Significas todo para mi, La felicidad llegó, Perdóname mi Vida, Uno para todas, Bambina Bambina, Esta noche mi amor, Desencadena mi corazón und El Pecador. Er war maßgeblich an der Etablierung der Rockmusik in Mexiko beteiligt, wurde aber auch als Interpret von romantischen Balladen, Corridas, Mariachi- und Countrysänger bekannt. Seine Diskographie umfasst mehr als einhundert Titel. Mit José Alfredo Jiménez schrieb er Songs wie Ella und El Jinete.
Als Schauspieler wirkte er in Theaterrevuen mit und debütierte beim Film in Benito Alazrakis Al Ritmo del Twist. Zu den 36 Filmen, in denen er mitwirkte, zählen u. a. a Edad de la Violencia, Mi niño Tizoc, Caín, Abel y el otro, Cuando los hijos se van und Romeo contra Julieta. In den 1990er Jahren spielte er neben Angélica María in der Telenovela Agujetas de Color de Rosa. Mit der Schauspielerin Isela Vega hat Vázquez einen Sohn, Arturo Vázquez, der ebenfalls als Sänger bekannt wurde.